# Lávka přes Volodymyrský uzviz
Lávka přes Volodymyrský uzviz (ukrajinsky Пішохідно-велосипедний міст через Володимирський узвіз, Pišochidno-velosypednyj mist čerez Volodymyrskyj uzviz) je lávka, která vede nad ulicí Volodymyrský uzviz a spojuje park Volodymyrův kopec s parkem Chreščatyj. Lávka byla otevřena 26. května 2019. Kyjevané mostu přezdívají „Volodymyrský most“, „Průhledný most“, nebo „most Klyčka“.
10. října 2022 v 8.18 zasáhla poblíž lávky ruská raketa, která zničila dekorativní prvky lávky. Po lávce se procházelo několik lidí, nikdo nebyl zraněn.
Dodavatelem nosné konstrukce byl mykolajivský loďařský závod Okean, na výrobu byly použity ocelové plechy třídy S420 z oceláren Azovstal.